# Jani Muhič
Jani Muhič, slovenski novinar, televizijski voditelj in nekoč ljubiteljski igralec.
Voditelj informativnih oddaj 24UR na POP TV. 
Na POP TV je prišel leta 2001, najprej je pripravljal radijske novice 24UR, med letoma 2003 in 2007 je deloval kot televizijski novinar, njegovo področje pa so bile predvsem kriminalne zgodbe, korupcijske afere, policija, vojska in mednarodne misije... Leta 2007 je bil prvi ustvarjalec novo uvedene večerne informativne oddaje 24UR ZVEČER. Bil je prvi voditelj večernih poročil, z malo številčno ekipo so v dobrem letu dni dosegli najvišjo gledanost večernih informativnih oddaj v Sloveniji. 15. novembra 2012 pa je začel s Petro Kerčmar voditi osrednjo informativno oddajo televizije POP TV - 24UR. 
V medijski svet je vstopil leta 1992 na regionalni radijski postaji Studio D Novo mesto, sodeloval je tudi pri pripravi nekaj oddaj na lokalni televiziji Vaš kanal v Novem mestu. Bil je amaterski igralec v Gledališču Prečna, sodeloval v petih nizko proračunskih dolenjskih komedijah, kjer igra skupaj z Francijem Kekom: Klinika, Spomini mame Manke, Milice, Milice 2 in Na svoji Vesni).
Med drugim je bil tudi član dobrodelnega Lions kluba Novo mesto, kjer je vzpostavljal humanitarni projekt Donirana hrana, s katerim v Novem mestu vsak večer po trgovskih centrih poberejo popolnoma neoporečno hrano, ki bi zaradi predpisov morala stran, in jo naslednje jutro razdelijo pomoči potrebnim.